# Xã Griffin, Quận Conway, Arkansas
Xã Griffin (tiếng Anh: Griffin Township) là một xã thuộc quận Conway, tiểu bang Arkansas, Hoa Kỳ. Năm 2010, dân số của xã này là 694 người.